# Steinabrunn bei Mugel
Die Herrschaft Steinabrunn bei Mugel war eine Grundherrschaft im Viertel unter dem Manhartsberg im Erzherzogtum Österreich unter der Enns, dem heutigen Niederösterreich.

## Ausdehnung
Die Herrschaft umfasste zuletzt die Ortsobrigkeit über Steinabrunn, Ringendorf, Roseldorf, Herzogbierbaum mit der Enklave Glaswein, Obernusch und Unternusch. Der Sitz der Verwaltung befand sich im Schloss Steinabrunn.

## Geschichte
Letzter Inhaber der Allodialherrschaft war der k.k. wirkliche Kämmerer Maximilian von Vrints zu Falkenstein, bis diese mit den Reformen 1848/1849 aufgelöst wurde.